# 히라키역
히라키역(일본어: 開駅)은 일본 후쿠오카현 미야마시에 위치한 서일본 철도 덴진오무타 선의 역이다. 역 번호는 T44이다.

## 역사
- 1938년 10월 1일: 영업 개시.
- 1965년 9월: 역사 개축 공사 준공.
- 1993년 4월 3일: 역사 개축 공사 준공, 현역사가 됨.
- 2008년 5월 18일: IC카드 nimoca 사용 개시.
- 2014년 3월 22일: 역 창구 영업 시간 변경.
- 2017년 2월 1일: 역 번호 도입.

## 역 구조
상대식 승강장 2면 2선의 구조이다. 니시테쓰 스테이션 서비스가 역 업무를 하는 업무위탁역으로 낮의 일부는 역무원이 부재한다. 또한, 가마치 역에서 당역까지는 단선, 당역에서 종점 오무타 역까지는 복선이다.

### 승강장
| 1 | ■ 덴진오무타 선 | 신사카에마치・오무타 방면                                     |
| 2 | ■ 덴진오무타 선 | 야나가와・구루메・후쿠오카(덴진)・ 아마기 선 직통 아마기 방면 |

## 역 주변
- 미야마 시 관공서 다카타 지소(구, 다카다 정사무소)
- JR큐슈 와타제역
- 후쿠오카 은행 와타세 지점
- 세키분칸
- 요코쿠라 병원
- 미야마 시 문화 시설장 피어 다카다
- 다카노세야마 공원
- 국도 제208호선
- 국도 제209호선

## 사진

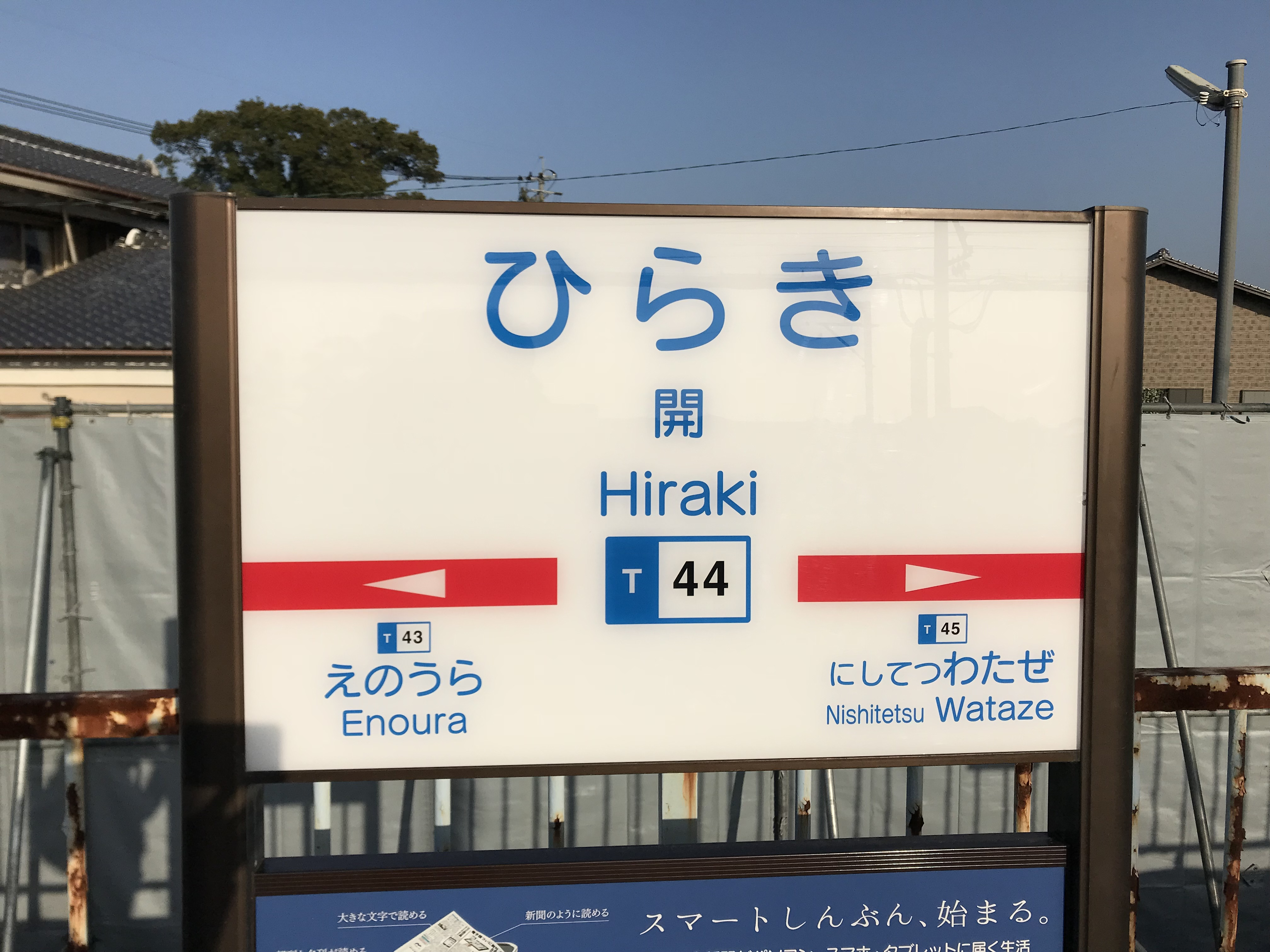
역명판

## 인접역
| 서일본 철도 ■ 덴진오무타 선               | 서일본 철도 ■ 덴진오무타 선 | 서일본 철도 ■ 덴진오무타 선    |
| ----------------------------------------- | --------------------------- | ------------------------------ |
| T43 에노우라 니시테쓰 후쿠오카(덴진) 방면 | ■ 보통                      | 니시테쓰와타제 T45 오무타 방면 |